# ياسو ياماشيتا
ياسو ياماشيتا هو سياسي ياباني، ولد في 3 أغسطس 1942 في خوبي في الصين. حزبياً، نشط في الحزب الديمقراطي الياباني والحزب الاشتراكي الديمقراطي الياباني. وقد انتخب عضو مجلس المستشارين (26 يوليو 1998 – 25 يوليو 2010).

## وصلات خارجية
- الموقع الرسمي